# برگلیند بیورگ والوردوسدوتیر
برگلیند بیورگ والوردوسدوتیر (انگلیسی: Berglind Björg Þorvaldsdóttir؛ زادهٔ ۱۸ ژانویهٔ ۱۹۹۲) بازیکن فوتبال اهل ایسلند است.
وی همچنین در تیم‌های ملی فوتبال زنان ایسلند بازی کرده‌است.